# Corel Linux
Corel Linux，又名Corel LinuxOS，是加拿大Corel公司開發的Linux發行版本，於1999年年底首度推出，並以Debian為基礎。至2002年3月，Corel也將旗下的開放源始碼研發計劃網站關閉。
這款Linux系統使用了Corel自家的CFM作檔案管理，而非使用常見的KDE介面，使得系統內有不少軟件及程式等與其他公司的Linux系統不兼容，成為了Corel及其用家的障礙。
Corel Linux的第二版本，分別網上下載、普通及豪華版三個版本，當中豪華版預裝了WordPerfect辦公室軟件。
在Corel於2001年8月終止Linux的業務後，其系統源始碼及開發人員給Xandros公司收購，然而Corel自身也是Xandros的股東之一，因此算是把Linux業務售予子公司。

## 外部網站
- Corel（页面存档备份，存于）